# Diaspis parva
Diaspis parva är en insektsart som beskrevs av Karl Hermann Leonhard Lindinger 1910. Diaspis parva ingår i släktet Diaspis och familjen pansarsköldlöss.
Artens utbredningsområde är Tanzania. Inga underarter finns listade i Catalogue of Life.